# John Gurdon
John Bertrand Gurdon FRS (Dippenhall, Hampshire, 2 de outubro de 1933) é um biólogo desenvolvimentista britânico. Reconhecido por pesquisas pioneiras em transplante nuclear e clonagem.
Foi laureado com o Nobel de Fisiologia ou Medicina de 2012, juntamente com Shinya Yamanaka, "pela descoberta de que células maduras podem ser reprogramadas de modo a tornarem-se pluripotentes".

## Pesquisa

### Transplante nuclear
Em 1958, Gurdon, então na Universidade de Oxford, clonou com sucesso um sapo usando núcleos intactos de células somáticas de um girino Xenopus. Este trabalho era uma extensão importante do trabalho de Briggs e Rei em 1952 sobre o transplante de núcleos a partir de embrionárias blástula células e a induo bem sucedida de poliploidia na stickleback, Gasterosteus aculatus, em 1956, por Har Swarup relatado em Nature. Naquela época, ele não conseguia demonstrar de forma conclusiva que os núcleos transplantados derivavam de uma célula totalmente diferenciada. Isso foi finalmente mostrado em 1975 por um grupo que trabalhava no Instituto de Imunologia da Basiléia, na Suíça. Eles transplantaram um núcleo de um linfócito produtor de anticorpos (prova de que foi totalmente diferenciado) em um ovo enucleado e obtiveram girinos vivos.
Os experimentos de Gurdon chamaram a atenção da comunidade científica, pois alteraram a noção de desenvolvimento e as ferramentas e técnicas que ele desenvolveu para a transplante nuclear ainda são usadas hoje. O termo clone (da palavra grega antiga κλών (klōn, "galho")) já era usado desde o início do século XX em referência às plantas. Em 1963, o biólogo britânico J. B. S. Haldane, ao descrever os resultados de Gurdon, foi um dos primeiros a usar a palavra "clone" para se referir a animais.

### Expressão de RNA mensageiro
Gurdon e colegas também foram os pioneiros no uso de ovos e oócitos de Xenopus (gênero de rã altamente aquática) para traduzir moléculas de RNA mensageiro microinjetadas, uma técnica que tem sido amplamente usada para identificar as proteínas codificadas e estudar sua função.

### Pesquisa recente
A pesquisa recente de Gurdon se concentrou na análise de fatores de sinalização intercelular envolvidos na diferenciação celular e na elucidação dos mecanismos envolvidos na reprogramação do núcleo em experimentos de transplante, incluindo o papel de variantes de histonas, e desmetilação do DNA transplantado.